# Elshan Moradi
Pour les articles homonymes, voir Moradi.
Elhsan Moradi Abadi ou Moradiabadi est un joueur d'échecs iranien né le 1er juin 1985 à Téhéran et affilié à la fédération américaine depuis février 2017.
Au 1er juin 2020, il est le 23e joueur américain avec un classement Elo de 2 555 points.

## Biographie et carrière
Moradi remporta le championnat iranien à seize ans en 2001. Il est le troisième joueur iranien à recevoir le titre de grand maître international en 2005,
Il a représenté l'Iran lors des olympiades de 2004 à 2010 et de l'olympiade de 2014.
En 2011, il finit huitième du championnat d'Asie d'échecs, ce qui le qualifiait pour la Coupe du monde d'échecs 2011, à Khanty-Mansiïsk où il fut éliminé au premier tour par Leinier Domínguez.
En janvier 2020, il remporte la Rilton Cup 2019-2020 à Stockholm.